# ریو سو-یونگ
ریو سو-یونگ (انگلیسی: Ryu Soo-young؛ زادهٔ ۵ سپتامبر ۱۹۷۹) بازیگر اهل کره جنوبی است. وی از سال ۱۹۹۸ میلادی تاکنون مشغول فعالیت بوده‌است. از فیلم‌ها با مجموعه‌های تلویزیونی که وی در آنها ایفای نقش کرده‌است می‌توان به پرنسس من و  پدرم عجیبه اشاره کرد.